# District de Pardubice
Le district de Pardubice (en tchèque : okres Pardubice) est un des quatre districts de la région de Pardubice, en Tchéquie. Son chef-lieu est la ville de Pardubice.

## Liste des communes
Le district compte 112 communes, dont 8 ont le statut de ville (město, en gras) et 1 celui de bourg (městys, en italique) :
Barchov •
Bezděkov •
Borek •
Brloh •
Břehy •
Bukovina nad Labem • 
Bukovina u Přelouče •
Bukovka •
Býšť •
Časy •
Čeperka •
Čepí •
Černá u Bohdanče •
Choltice •
Choteč •
Chrtníky •
Chvaletice •
Chvojenec •
Chýšť •
Dašice •
Dolany •
Dolní Roveň •
Dolní Ředice •
Dříteč •
Dubany •
Hlavečník •
Holice •
Holotín •
Horní Jelení •
Horní Ředice •
Hrobice •
Jankovice •
Jaroslav •
Jedousov •
Jeníkovice •
Jezbořice •
Kasalice •
Kladruby nad Labem •
Kojice •
Kostěnice •
Křičeň •
Kunětice •
Labské Chrčice •
Lány u Dašic •
Lázně Bohdaneč •
Libišany •
Lipoltice •
Litošice •
Malé Výkleky •
Mikulovice •
Mokošín •
Morašice •
Moravany •
Němčice •
Neratov •
Opatovice nad Labem •
Ostřešany •
Ostřetín •
Pardubice •
Plch •
Poběžovice u Holic •
Poběžovice u Přelouče •
Podůlšany •
Pravy •
Přelouč •
Přelovice •
Přepychy •
Ráby •
Rohovládova Bělá •
Rohoznice •
Rokytno •
Rybitví •
Řečany nad Labem •
Selmice •
Semín • 
Sezemice •
Slepotice •
Sopřeč •
Sovolusky • 
Spojil •
Srch •
Srnojedy •
Staré Hradiště •
Staré Jesenčany •
Staré Ždánice • 
Starý Mateřov •
Stéblová •
Stojice •
Strašov •
Svinčany •
Svojšice •
Tetov •
Trnávka •
Trusnov •
Třebosice •
Turkovice •
Uhersko •
Úhřetická Lhota •
Újezd u Přelouče •
Újezd u Sezemic •
Urbanice •
Valy •
Vápno •
Veliny •
Veselí • 
Vlčí Habřina •
Voleč •
Vysoké Chvojno •
Vyšehněvice •
Zdechovice •
Žáravice •
Živanice

## Principales villes
Population des principales villes du district au 1er janvier 2024 et évolution depuis le 1er janvier 2023 :
| Pardubice           | 92 362 | en augmentation |
| Přelouč             | 10 137 | en augmentation |
| Holice              | 6 767  | en diminution   |
| Sezemice            | 4 350  | en augmentation |
| Lázně Bohdaneč      | 3 494  | en diminution   |
| Chvaletice          | 2 927  | en augmentation |
| Opatovice nad Labem | 2 837  | en augmentation |
| Dašice              | 2 642  | en augmentation |
| Horní Jelení        | 2 124  | en augmentation |
| Dolní Roveň         | 2 116  | en diminution   |
| Staré Hradiště      | 2 053  | en augmentation |
| Moravany            | 1 861  | en stagnation   |